# Puácuaro
Puácuaro est une ville appartenant chef lieu d'Erongarícuaro, dans l'état de Michoacán, au Mexique.